# Área Naval Fluvial
El Área Naval Fluvial (ANFL) es un área naval de la Armada Argentina creada en 1974 con asiento en la Base Naval Zárate y con dependencia del Comando de Adiestramiento y Alistamiento de la Armada.
Su vigilancia y control extiende al Río de la Plata y los espacios fluviales y portuarios. Su jurisdicción comprende las provincias de Misiones, Corrientes, Chaco, Formosa, Santa Fe, Entre Ríos y Buenos Aires.

## Organización
El área geográfica de su jurisdicción comprende las provincias de Misiones, Corrientes, Chaco, Formosa, Santa Fe, Entre Ríos y Buenos Aires, los ríos y vías navegables de la Cuenca del Plata, limítrofes e interiores y el Río de la Plata hasta la línea materializada por punta Rasa y Punta del Este.
La composición, despliegue de paz y relaciones orgánicas del Área Naval Fluvial (ANFL) es que la sigue:
- Comando del Área Naval Fluvial (ANFL). Asiento: Base Naval Zárate (Zárate, BA). 
  - Apostadero Naval Buenos Aires (ANBA). Asiento: Puerto Madero (CABA).
  - Apostadero Naval Posadas (ANPO). Asiento: Posadas (MI).
  - División Patrullado Fluvial (DVPF). Asiento: Base Naval Zárate (Zárate, BA).
    - Patrullero ARA King (P-21) (PAKI). Asiento: Base Naval Zárate (Zárate, BA).
    - Multipropósito ARA Ciudad de Rosario (Q-62) (MPCR). Asiento: Base Naval Zárate (Zárate, BA).
    - Multipropósito ARA Ciudad de Zárate (Q-61) (MPCZ). Asiento: Base Naval Zárate (Zárate, BA).
    - Lancha patrullera ARA Río Santiago (P-66) (LPRS). Asiento: Base Naval Zárate (Zárate, BA).